# Saint-Pierre-de-Frugie
Saint-Pierre-de-Frugie är en kommun i departementet Dordogne i regionen Nouvelle-Aquitaine i sydvästra Frankrike. Kommunen ligger i kantonen Jumilhac-le-Grand som tillhör arrondissementet Nontron. År 2022 hade Saint-Pierre-de-Frugie 482 invånare.

## Befolkningsutveckling
Antalet invånare i kommunen Saint-Pierre-de-Frugie
Referens:INSEE